# Ioulia Sniguir
Ioulia Sniguir, née le 2 juin 1983 à Donskoï, est une actrice et mannequin russe.

## Filmographie
- 2013 : Die Hard : Belle journée pour mourir
- 2015 : De l'amour (Про любовь)
- 2017 : De l'amour 2 : Seulement pour adultes (Про любовь. Только для взрослых)
- 2017 : Le Chemin des tourments (ru) (Хождение по мукам)
- 2020 : Prisoners of Power: Battlestar Rebellion (Обитаемый остров)
- 2021 : The Execution (Казнь) de Lado Kvataniya (ru) : Vera
- 2022 : Pétropolis (Петрополис) de Valeri Fokine : Anna
- 2024 : Le Maître et Marguerite (Мастер и Маргарита) de Michael Lockshin : Marguerite